# کلینیک دکتر کوتو
کلینیک دکتر کوتو (ژاپنی: Dr. コトー診療所 هپبورن: Dokutā Kotō Shinryōjo) مجموعه مانگا ژاپنی اثر تکاتوشی یاماداست. این مانگا در هفته‌نامه یانگ ساندی شوگاکوکان از سال ۲۰۰۰ تا ۲۰۰۸ منتشر شد. در این مرحله به Big Comic Original نقل مکان کرد. شوگاکوکان فصل‌های خود را به ۲۵ تانکوبون در ژوئن ۲۰۱۰ جمع‌آوری کرده است.
یک مجموعه درام تلویزیونی ژاپنی از این مانگا اقتباس شد و بین سال‌های ۲۰۰۳ و ۲۰۰۶ از فوجی تلویژن پخش شد. یک فیلم لایو اکشن اقتباسی در سال ۲۰۲۲ به نمایش درآمد.
کلینیک دکتر کوتو تا ژوئن ۲۰۲۲ بیش از ۱۲ میلیون نسخه در تیراژ داشت. این مانگا در سال ۲۰۰۴ برنده چهل و نهمین جایزه مانگای شوگاکوکان برای دسته عمومی شد.

## خلاصه داستان
کنسوکه گوتو یک دکتر عالی است که قبلاً در یک بیمارستان دانشگاهی در توکیو کار می‌کرد، اما به دلایلی به کلینیکی در جزیره دورافتاده کوشیکیجیما منتقل می‌شود. این جزیره سه ماه است که بدون پزشک بوده و استقبال زیادی از آنجا نشده. علاوه بر این، آیاکا هوشینو، پرستاری که ۴ ماه است در جزیره بوده، به گوتو می‌گوید که فقط تعداد کمی از بیماران به درمانگاه مراجعه می‌کنند و حتی اگر مراجعه هم کنند، تنها کمک‌های اولیه را دریافت می‌کنند و سپس به بیمارستانی در شهر می‌روند که رفتن به آنجا با قایق ۶ ساعت طول می‌کشد. گوتو نیز تصمیم گرفت با درمان بسیاری از بیماران و شخصیت خود، اعتماد مردم جزیره را به خود جلب کند.

## بازخورد
کلینیک دکتر کوتو تا ژوئن ۲۰۲۲ بیش از ۱۲ میلیون نسخه در تیراژ داشت. این مانگا در سال ۲۰۰۴ برنده چهل و نهمین جایزه مانگای شوگاکوکان برای دسته عمومی شد.